# Fröskog-Edsleskogs församling
Fröskog-Edsleskogs församling var en församling i Karlstads stift och i Åmåls kommun. Församlingen uppgick 2010 i Åmåls församling.

## Administrativ historik
Församlingen bildades 2006 genom sammanslagning av Fröskogs och Edsleskogs församlingar och utgjorde då ett eget pastorat. Församlingen uppgick 2010 i Åmåls församling.

## Kyrkor
- Fröskogs kyrka
- Edsleskogs kyrka.